# Liga Asobal 2005-06
La Liga Asobal 2005-06 se desarrolló con un total de 16 equipos participantes, enfrentándose todos contra todos a doble vuelta. Los dos equipos que ascendieron este año a la liga fueron el Algeciras BM y el CAI BM Aragón.
El defensor del título, el Portland San Antonio solo pudo ser tercero, con tres derrotas y dos empates, mientras que el campeón, el FC Barcelona-Cifec solo cedió dos derrotas en toda la liga. El BM Ciudad Real, el Portland San Antonio y el BM Valladolid, además del equipo campeón, se clasificaron para disputar al año siguiente la Liga de Campeones de la EHF.

## Clasificación final
| Pos | Equipo                        | J  | G  | E | P  | GF  | GC  | Pts |
| --- | ----------------------------- | -- | -- | - | -- | --- | --- | --- |
| 1   | FC Barcelona-Cifec            | 30 | 28 | 0 | 2  | 919 | 747 | 56  |
| 2   | BM Ciudad Real                | 30 | 27 | 0 | 3  | 955 | 794 | 54  |
| 3   | Portland San Antonio Pamplona | 30 | 25 | 2 | 3  | 903 | 721 | 52  |
| 4   | C.BM. Valladolid              | 30 | 19 | 2 | 9  | 922 | 845 | 40  |
| 5   | Caja España Ademar León       | 30 | 18 | 2 | 10 | 925 | 840 | 38  |
| 6   | C.D. Bidasoa Irún             | 30 | 13 | 3 | 14 | 861 | 876 | 29  |
| 7   | CAI BM. Aragón                | 30 | 13 | 1 | 15 | 877 | 886 | 28  |
| 8   | BM. Torrevieja                | 30 | 11 | 5 | 14 | 821 | 847 | 27  |
| 9   | Algeciras BM                  | 30 | 12 | 3 | 15 | 808 | 839 | 27  |
| 10  | Fraikin BM Granollers         | 30 | 10 | 5 | 15 | 828 | 854 | 25  |
| 11  | Keymare Almería               | 30 | 10 | 3 | 17 | 829 | 869 | 23  |
| 12  | J.D. Arrate Éibar             | 30 | 7  | 8 | 15 | 791 | 855 | 22  |
| 13  | Teka Cantabria Santander      | 30 | 10 | 1 | 19 | 831 | 934 | 21  |
| 14  | BM Altea                      | 30 | 8  | 2 | 20 | 792 | 876 | 18  |
| 15  | BM Alcobendas                 | 30 | 4  | 4 | 22 | 763 | 876 | 12  |
| 16  | Frigoríficos del Morrazo      | 30 | 4  | 0 | 26 | 737 | 903 | 8   |

J = Partidos Jugados; G = Partidos Ganados; E = Partidos empatados; P = Partidos perdidos; GF = Goles anotados; GC = Goles recibidos; Pts = Puntos

## Estadísticas

### Siete ideal
Siete ideal escogido por los usuarios de la página web de la Liga Asobal.
| Posición          | Jugador       | Equipo               | % de votos |
| ----------------- | ------------- | -------------------- | ---------- |
| Portero           | Arpad Šterbik | BM Ciudad Real       | 46,5%      |
| Extremo izquierdo | Juanín García | FC Barcelona         | 31,4%      |
| Lateral izquierdo | Iker Romero   | FC Barcelona         | 27,3%      |
| Central           | Ivano Balić   | Portland San Antonio | 38,2%      |
| Lateral derecho   | Eric Gull     | BM Valladolid        | 33,3%      |
| Extremo derecho   | Mirza Dzomba  | BM Ciudad Real       | 39,0%      |
| Pivote            | Rolando Uríos | BM Ciudad Real       | 59,1%      |

- Mejor entrenador
  -  Juan Carlos Pastor, BM Valladolid, 41,0%

### Máximos goleadores
| Jugador              | Goles | Equipo                  |
| -------------------- | ----- | ----------------------- |
| Eric Gull            | 220   | BM Valladolid           |
| Žikica Milosavljević | 209   | Teka Cantabria          |
| Hussein Zaky         | 195   | BM Ciudad Real          |
| Kristian Kjelling    | 184   | Caja España Ademar León |
| Alen Muratović       | 184   | BM Valladolid           |
| Ivan Nikčević        | 177   | BM Altea                |
| Davor Čutura         | 168   | JD Arrate               |
| Vladimir Petrić      | 161   | Keymare Almería         |
| Iker Romero          | 161   | FC Barcelona            |
| Ivan Stanković       | 158   | CD Bidasoa              |
| Cristian Malmagro    | 153   | BM Granollers           |

### Mejores porteros
| Jugador                 | Paradas | Tiros | Equipo                  |
| ----------------------- | ------- | ----- | ----------------------- |
| José Manuel Sierra      | 358     | 1111  | BM Valladolid           |
| Armand Torrego González | 345     | 953   | Algeciras BM            |
| Danijel Šarić           | 331     | 1068  | BM Alcobendas           |
| Ole Erevik              | 318     | 997   | CD Bidasoa              |
| Vicente Álamo Yeste     | 295     | 937   | BM Granollers           |
| Diego Moyano Chicoy     | 291     | 908   | BM Torrevieja           |
| Iñaki Malumbres Aldave  | 274     | 870   | JD Arrate               |
| Kristian Asmussen       | 268     | 912   | BM Altea                |
| Dimitrije Pejanovic     | 258     | 824   | Keymare Almería         |
| Jorge Martínez Martínez | 252     | 772   | Caja España Ademar León |
| Kasper Hvidt            | 245     | 634   | SDC San Antonio         |